# منتخب كينيا لكأس ديفيز
منتخب كينيا لكأس ديفيز (بالإنجليزية: Kenya Davis Cup team)‏ هو ممثل كينيا الرسمي في كرة المضرب في كأس ديفيز. تأسس في 1975.